# Elizabeth Spriggs
Elizabeth Spriggs, nata Elizabeth Jean Williams (Buxton, 18 settembre 1929 – Oxford, 2 luglio 2008), è stata un'attrice britannica, vincitrice di un Olivier Award e candidata a un BAFTA Award.

## Carriera
Nata nel Derbyshire con il nome di Elizabeth Jean Williams, ebbe il suo ruolo più longevo interpretando Nan nella serie televisiva britannica Shine on Harvey Moon. Apparve nella serie Doctor Who, e recitò negli adattamenti televisivi della BBC di Il nostro comune amico e Martin Chuzzlewit di Charles Dickens, e Middlemarch di George Eliot. Oltre a frequenti ruoli minori e di supporto in serie drammatiche e commedie britanniche, interpretò la strega principale nella produzione per bambini della BBC Simon and the Witch (1987). Interpretò inoltre il ruolo di Zia Agatha, precedentemente appartenuto a Mary Wimbush, nello show della ITV Jeeves and Wooster.
La Spriggs fece due apparizioni nella longeva serie poliziesca L'ispettore Barnaby, prima nel ruolo di Iris Rainbird nell'episodio pilota Il prezzo del silenzio (1997), e successivamente come la sorella gemella di quest'ultima, Ursula Gooding, nell'episodio Lettere postume (2006) della nona stagione. In entrambe le occasioni apparve insieme a Richard Cant, che interpretò sempre suo figlio.
Membro della Royal Shakespeare Company e artista associata della RSC, interpretò diversi importanti ruoli shakespeariani dal 1962 al 1976. In Amleto, diretto da Peter Hall e messo in scena a Stratford e Londra, impersonò Gertrude al fianco di David Warner nel ruolo di Amleto e Brewster Mason nel ruolo di Claudius. Dopo l'esperienza con la Royal Shakespeare Company, interpretò Madame Arcati in Spirito allegro di Noël Coward, messo in scena durante la stagione di apertura del nuovo National Theatre, sulla South Bank di Londra. Nel 1978 vinse il Laurence Olivier Award come "miglior attrice non protagonista", grazie alla sua interpretazione in Love Letters on Blue Paper, di Arnold Wesker.
Per quanto riguarda il cinema, uno dei suoi primi ruoli fu quello della signora Murray nel film Work Is a Four-Letter Word (1968) di Peter Hall, accanto a Cilla Black e David Warner, basato sullo spettacolo teatrale Eh! di Henry Livings.  Recitò in Ragione e sentimento (1995), tratto dal romanzo di Jane Austen. Grazie alla sua interpretazione in questo film, al fianco di Emma Thompson, Kate Winslet e Alan Rickman, fu candidata ai BAFTA Awards come "Miglior Attrice in un Ruolo di Supporto", ma il premio fu poi vinto dalla stessa co-star Kate Winslet. Interpretò inoltre la Signora Grassa, ritratto nella parete di entrata dei dormitori di Grifondoro, in Harry Potter e la pietra filosofale (2001), la Duchessa Brutta di Alice nel Paese delle Meraviglie e, per dodici episodi, la madre di Swiss nella commedia della BBC Three Swiss Toni.
Una delle sue ultime interpretazioni fu quella di Miss Doggett, in un adattamento della BBC Radio 4 di Jane and Prudence di Barbara Pym. Poco prima di morire, inoltre, ebbe un piccolo ruolo nel film Is Anybody There? con Michael Caine, uscito nel 2009.
Si sposò tre volte: con Kenneth Spriggs, da cui prese il cognome e dal quale ebbe una figlia, Wendy, con Marshall Jones e Murray Manson. I primi due matrimoni finirono con il divorzio mentre rimase con Manson fino alla morte.

## Filmografia parziale

### Cinema
- L'amante di Lady Chatterley (Lady Chatterley's Lover), regia di Just Jaeckin (1981)
- Ragione e sentimento (Sense and Sensibility), regia di Ang Lee (1995)
- L'agente segreto (The Secret Agent), regia di Christopher Hampton (1996)
- Paradise Road, regia di Bruce Beresford (1997)
- Harry Potter e la pietra filosofale (Harry Potter and the Sorcerer's Stone), regia di Chris Columbus (2001)

### Televisione
- I racconti della cripta (Tales from the Crypt) – serie TV, episodio 7x03 (1996)
- L'ispettore Barnaby (Midsomer Murders) – serie TV, episodi 1x01-9x02 (1997-2006)
- Alice nel Paese delle Meraviglie (Alice in Wonderland) – film TV, regia di Nick Willing (1999)
- Shackleton – miniserie TV, 2 puntate, regia di Charles Sturridge (2002)
- Poirot (Agatha Christie's Poirot) – serie TV, episodio 10x04 (2006)